# Würdenhain
Würdenhain ist mit 114 Einwohnern der kleinste Ortsteil der Gemeinde Röderland im südbrandenburgischen Landkreis Elbe-Elster. Er befindet sich westlich der Mündung der Großen Röder in die Schwarze Elster im Süden des Naturparks Niederlausitzer Heidelandschaft.
In Würdenhain gab es nachweislich eine befestigte Anlage in Form einer Burg oder eines Schlosses, die vermutlich im ersten Viertel des 11. Jahrhunderts entstand. Der Ort selbst wurde 1346 erstmals urkundlich erwähnt. Im Jahr 1370 war die Herrschaft Würdenhain im Besitz von Kaiser Karl IV. Das Schloss wurde 1442 auf Befehl des sächsischen Kurfürsten Friedrich des Sanftmütigen zerstört, da sich der dortige kursächsische Vasall des Landfriedensbruches schuldig gemacht hatte. Das Herrschaftsgebiet wurde der benachbarten Herrschaft Mühlberg zugeteilt. Als das Gebiet durch Tausch- und Kaufgeschäfte an den böhmischen Adligen Hinko Birke von der Duba kam, wurde in der Kaufurkunde vermerkt: „Das Waell zcu Werdenhein sol zcu ewigen Zeiten nicht bebauwet noch betzimmert werden.“
Nach der politischen Wende in Deutschland bildete am 26. Oktober 2003 Würdenhain mit den umliegenden Dörfern Haida, Prösen, Reichenhain, Saathain, Stolzenhain und Wainsdorf die Gemeinde Röderland.

## Geografie

### Geografische Lage und Naturraum

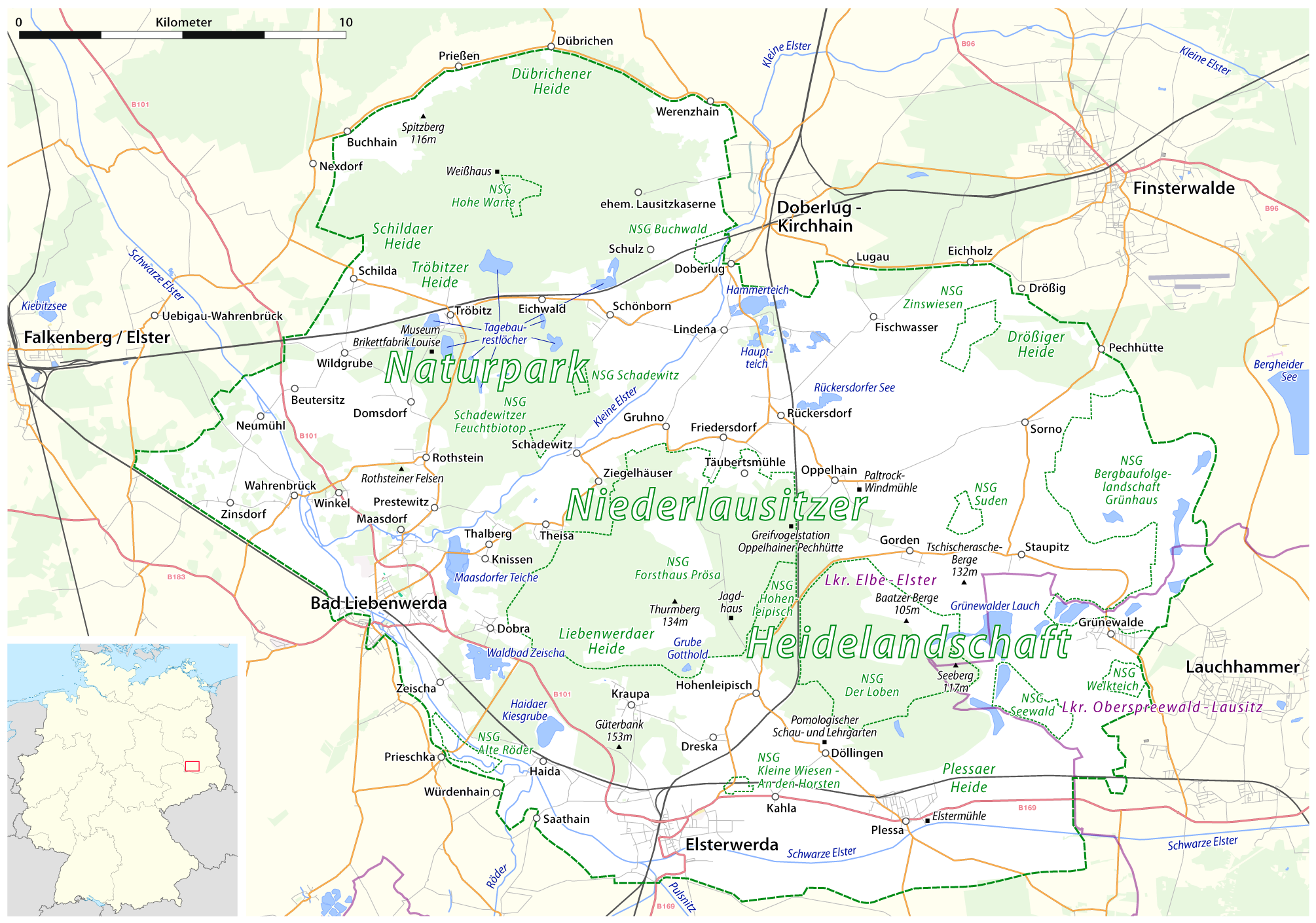
Naturpark Niederlausitzer Heidelandschaft

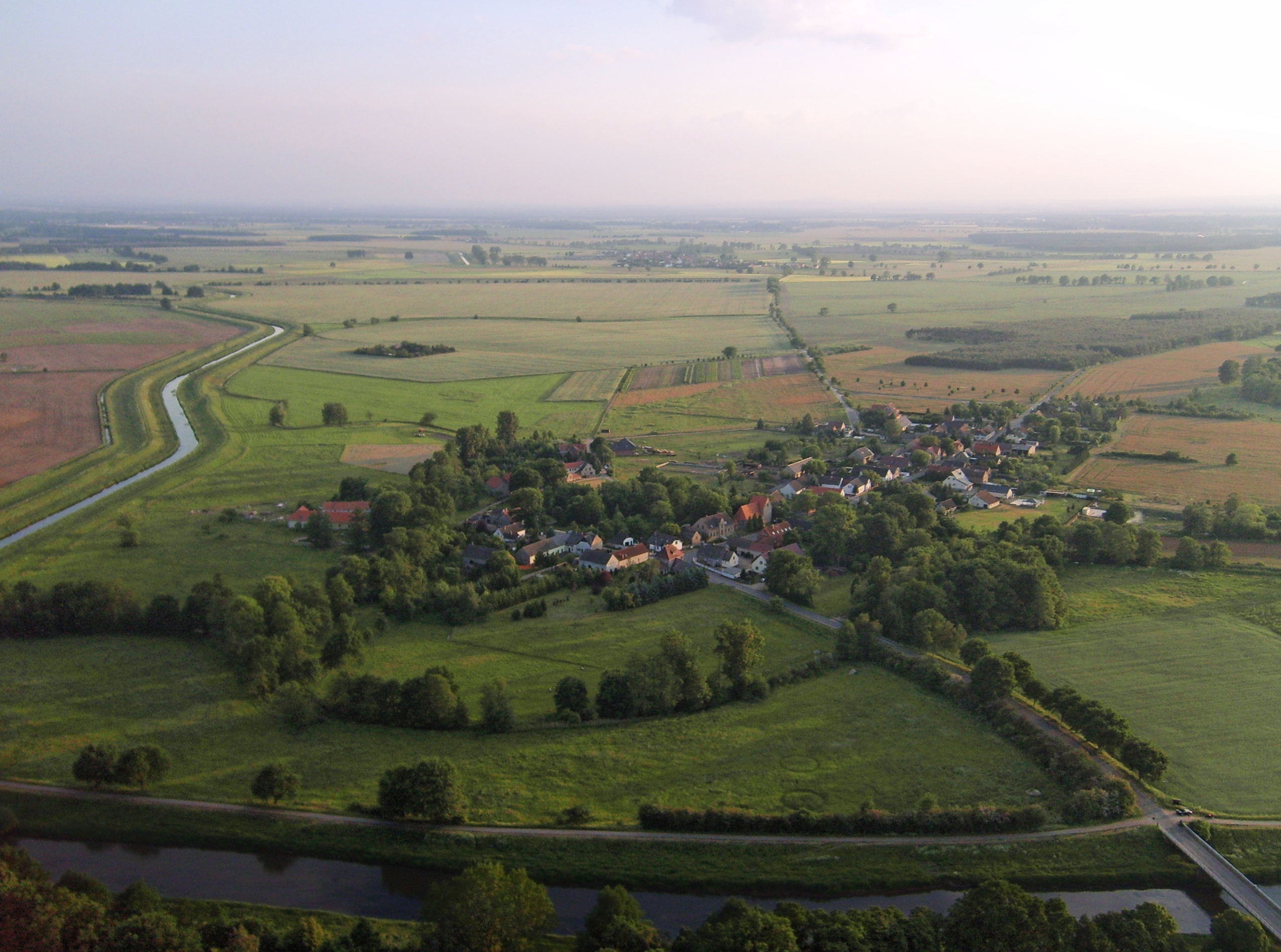
Das Landschaftsschutzgebiet Elsteraue II mit der Ortslage von Würdenhain

Würdenhain liegt im Norden der Gemeinde Röderland linksseitig der Mündung der Großen Röder in die Schwarze Elster. Der Verwaltungssitz der Gemeinde Röderland, Prösen, befindet sich etwa zehn Kilometer südöstlich des Dorfes.
Der Ort liegt etwa sechs Kilometer westlich der Stadt Elsterwerda und acht Kilometer östlich der Kurstadt Bad Liebenwerda im Süden des Naturparks Niederlausitzer Heidelandschaft, der ein 484 Quadratkilometer großes Gebiet im Landkreis Elbe-Elster und im Landkreis Oberspreewald-Lausitz umfasst. Sein Kernstück, das Naturschutzgebiet Forsthaus Prösa mit einem der größten zusammenhängenden Traubeneichenwälder Mitteleuropas liegt nur wenige Kilometer nördlich Würdenhains in der einstigen Liebenwerdaer Heide.
Der Ort ist vom etwa 6011 Hektar großen Landschaftsschutzgebiet Elsteraue umgeben, das in drei ökologische Raumeinheiten aufgeteilt ist, wobei das Teilgebiet Elsteraue II Würdenhain einschließt. Einer der Schutzzwecke des Landschaftsschutzgebietes ist „die Erhaltung des Gebietes wegen seiner besonderen Bedeutung für die naturnahe Erholung im Bereich des Kurortes Bad Liebenwerda.“
Nordwestlich des Ortes erstreckt sich entlang des Flusslaufs der alten Röder bis Prieschka das etwa 80 Hektar große Naturschutzgebiet Alte Röder. Sein Schutzzweck besteht unter anderem in der Erhaltung und Entwicklung dieses Gebietes als Lebensraum des Elbebibers und anderer existenzbedrohter Tierarten. Die bereits 1981 unter Naturschutz gestellte Röderniederung beherbergt eines der beständigsten Vorkommen des vom Aussterben bedrohten Elbebibers.

### Geologie
Würdenhain befindet sich im Breslau-Magdeburger Urstromtal, das wenige Kilometer östlich in der Niederung des Schradens zwischen Elsterwerda und Merzdorf mit sieben Kilometer Breite seine engste Stelle erreicht und dann nach Nordwesten schwenkt. Das heutige Landschaftsbild ist maßgeblich von der vorletzten Eiszeit geprägt. Eine mehrere hundert Meter mächtige Schicht Sand und Kies bedeckt das kristalline Grundgebirge, das Teil der Saxothuringischen Zone des variszischen Grundgebirges ist. Die höchste Erhebung im Ort hat eine Höhe von etwa 90 m ü. NN.

### Klima

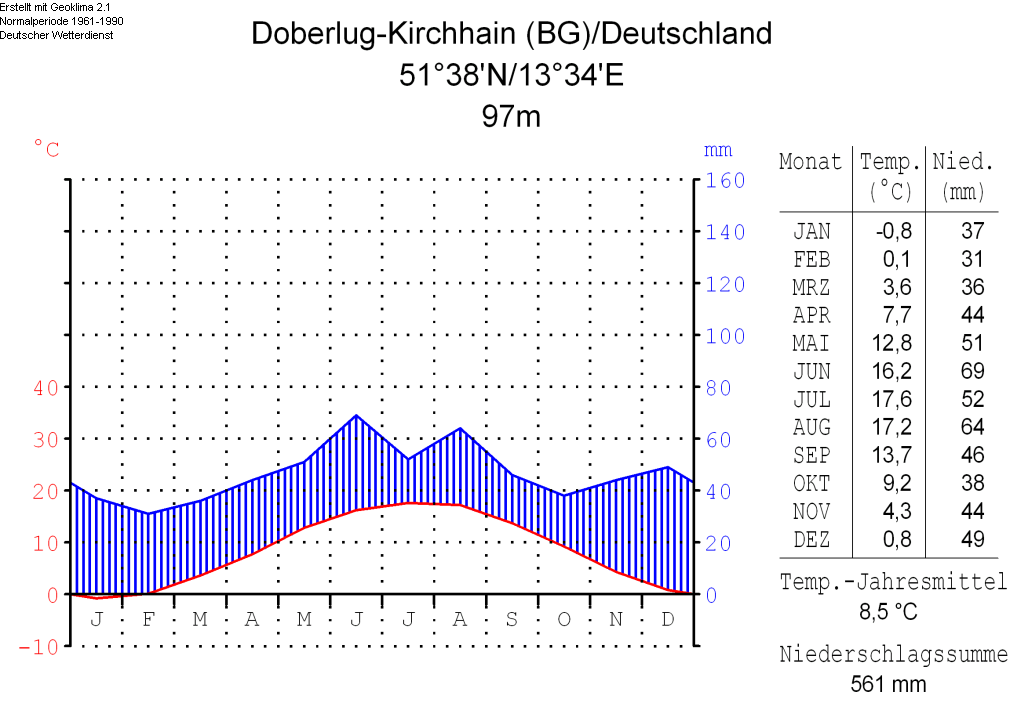
Klimadiagramm von Doberlug-Kirchhain etwa 20 km nordöstlich von Würdenhain

Würdenhain liegt mit seinem humiden Klima in der kühl-gemäßigten Klimazone, jedoch ist ein Übergang zum Kontinentalklima spürbar. Die nächsten Wetterstationen befinden sich in Richtung Nordosten in Doberlug-Kirchhain, westlich in Torgau und südlich in Oschatz und Dresden.
Der Monat mit den geringsten Niederschlägen ist der Februar, der niederschlagsreichste der Juli. Die mittlere jährliche Lufttemperatur beträgt an der etwa 20 Kilometer nordöstlich gelegenen Wetterstation Doberlug-Kirchhain 8,5 °C. Der Unterschied zwischen dem kältesten Monat Januar und dem wärmsten Monat Juli beträgt 18,4 °C.
|                   | Jan | Feb | Mär | Apr | Mai | Jun | Jul | Aug | Sep | Okt | Nov | Dez |   |     |
|                   |     |     |     |     |     |     |     |     |     |     |     |     |   |     |
| Niederschlag (mm) | 37  | 33  | 34  | 45  | 54  | 70  | 72  | 66  | 48  | 49  | 41  | 48  | Σ | 597 |

|  |

|  |

|  |

|  |

|  |

|  |

|  |

|  |

|  |

|  |

|  |

|  |

|  |

|  |

|  |

|  |

|  |

|  |

|  |

|  |

|  |

|  |

|  |

|  |

## Geschichte

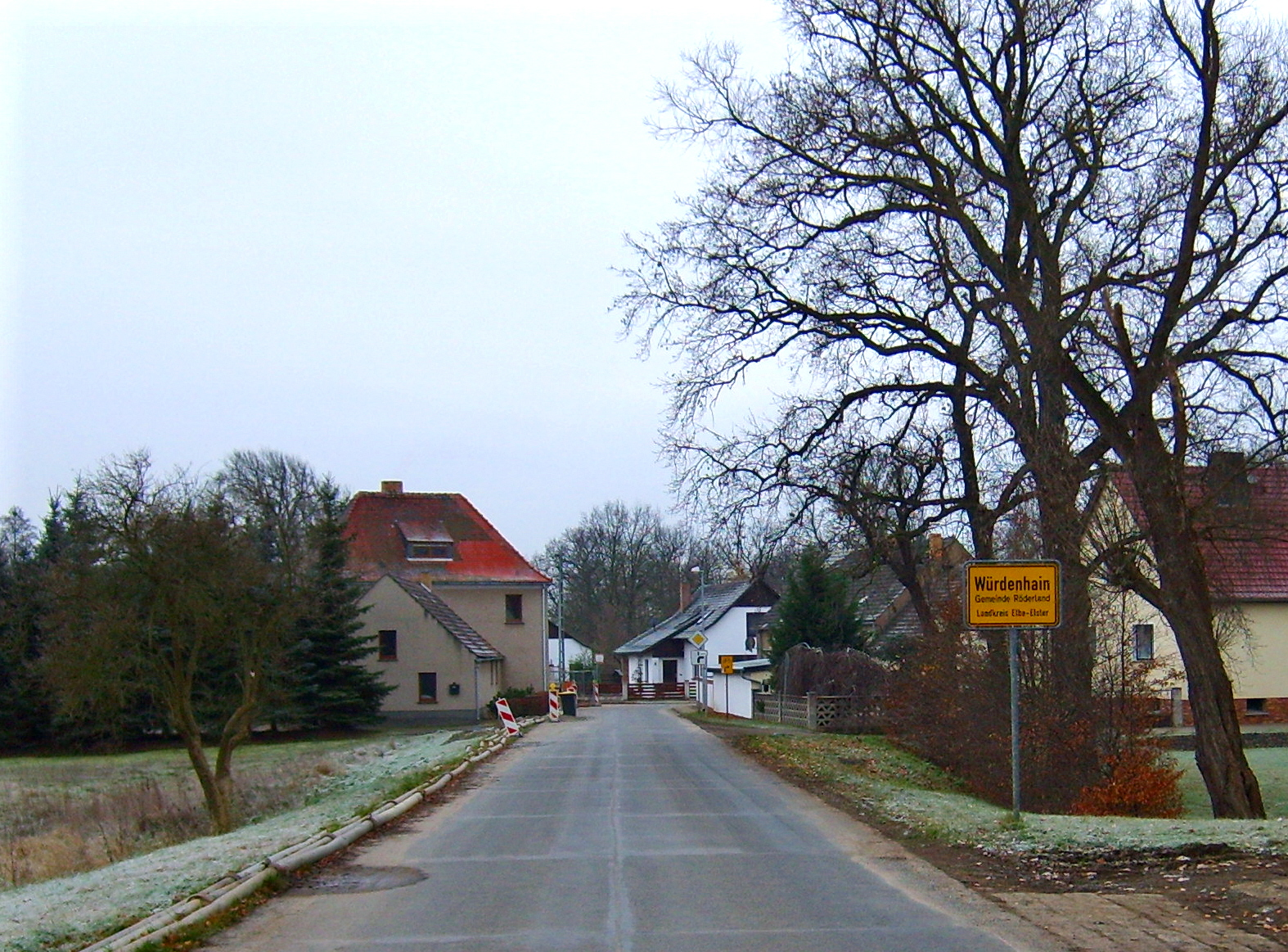
Der Ortseingang von Würdenhain aus Richtung Haida

### Ortsname
Der Name Würdenhain leitet sich von Werder (Insel) und Hain (Wald) ab und bedeutet bewaldete Insel.
Frühere Schreibweisen waren 1346 Werdenhayn, 1405 Werdinhain, Wirdenhain, 1410 Werdenhain, 1486 Wirdenhain, 1529 Werdenhayn, 1577 Wirdenhan, 1617 Wirdenhain und Werdenhain. Seit 1675 hieß der Ort Würdenhain.

### Ortsgeschichte

#### Frühgeschichte und erste urkundliche Erwähnung Würdenhains

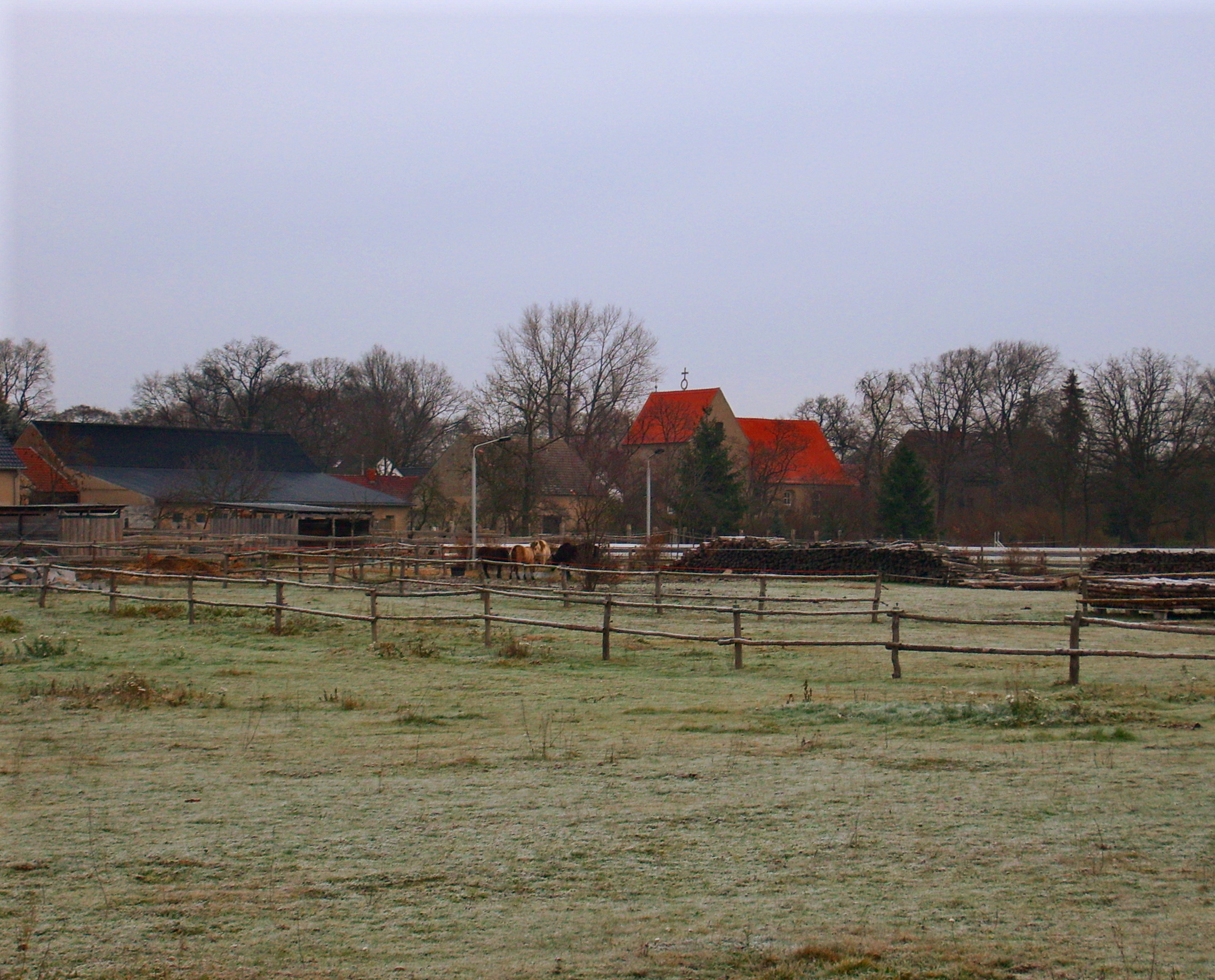
Würdenhain

Bodenfunde beweisen, dass auf Würdenhainer Gebiet bereits steinzeitliche Jäger und Sammler ihre Feuersteinwaffen und Werkzeuge bearbeitet haben. So machte der Prieschkaer Ernst Voegler, bis zum Ersten Weltkrieg Lehrer in Würdenhain, auf der Gemarkung von Würdenhain mehrere Funde aus der jüngeren und mittleren Steinzeit. Außerdem wurden bronzezeitliche Scherben gefunden. Im Jahr 1947 fand man eine 25 Zentimeter hohe Urne sowie Reste von zwei Schalen aus der frühen Eisenzeit (Billendorfer Kultur).
Der Ort Würdenhain wurde urkundlich zum ersten Mal 1346 erwähnt.

#### Die Herrschaft Würdenhain
In Würdenhain gab es eine befestigte Anlage in Form einer Burg oder eines Schlosses, die  vermutlich im ersten Viertel des 11. Jahrhunderts entstand. Würdenhain war Eckpunkt des Gaues Nizizi beziehungsweise der Ostmark und dürfte vom Ort Belgern aus angelegt worden sein. Die Vasallen lebten von der Arbeit ihrer Bauern, die um 1200 die Dörfer Würdenhain, Reichenhain und Haida gründeten und die alten Wendendörfer Prieschka, Oschätzchen, Kröbeln und Kosilenzien ausbauten. Zur Herrschaft Würdenhain gehörten die Gemeinden Prieschka, Haida, Würdenhain, Reichenhain und Oschätzchen und ursprünglich wohl auch Kosilenzien und Kröbeln, wie aus den alten Kirchspielgrenzen geschlossen werden kann. Das Kernstück der Herrschaft bildete der Oppach, ein etwa 1700 Morgen großer Eichenwald. Weiterhin gehörten die Wälder Ziegram und Kliebing zur Herrschaft Würdenhain.
Im Jahr 1370 kam der römisch-deutsche Kaiser Karl IV., der bereits 1367 die Niederlausitz und die Herrschaft Strehla an der Elbe erworben hatte, in den Besitz der Herrschaft Würdenhain sowie der angrenzenden Herrschaften Mühlberg, Elsterwerda, Mückenberg und Ortrand. Er schlug das Gebiet seinem Stammbesitz, den böhmischen Kronländern, zu. Gegen Ende des 14. Jahrhunderts kam die Herrschaft Würdenhain wie auch Mühlberg, das 1397 verpfändet wurde, an die Mark Meißen.

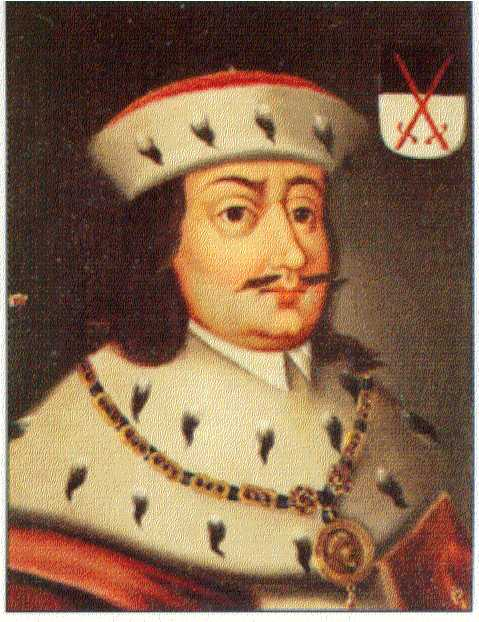
Kurfürst Friedrich II. von Sachsen, genannt der Sanftmütige

1405 wurde das Schloss Würdenhain, das sich südöstlich des heutigen Ortes befand, in einer Verpfändungsurkunde bezeugt, als der seit 1398 auf Mückenberg sitzende Heinrich von Waldow, mit dem Schloss Werdinhain für 1000 Gulden vom Meißner Markgrafen Wilhelm I. belehnt wurde.
Letzter bekannter Besitzer des Würdenhainer Schlosses war Hans Marschalk. Man warf dem kursächsischen Vasallen 1442 Untreue vor, da er es offenbar mit dem Landvogt der Niederlausitz Nickel von Polenz auf Senftenberg hielt. Dieser hatte sich zum Missfallen der Sachsen am 3. Januar 1441 vom brandenburgischen Kurfürsten Friedrich dem Zweiten gegen Zahlung von jährlich 500 Gulden für drei Jahre unter Schutz stellen lassen. Zuvor hatte der Liebenwerdaer Amtsvogt einen heimlichen Boten ausgeschickt, „daß er zur Lußitz ging, Erfahrung zu haben, ob nymant Hans Marschalk wolde zu Hülffe kommen.“
Hans Marschalk wurde ins Gefängnis geworfen, sein Lehen eingezogen und das Schloss geschleift. Das in der Liebenwerdaer Chronik von 1837 aufgeführte Vergehen, Marschalk habe sich gegen eine Hofdame der zu Liebenwerda residierenden Kurfürstin ungebührlich gezeigt, diente wohl nur als Vorwand. Kurfürst Friedrich der Sanftmütige ließ das Würdenhainer Herrschaftsgebiet an die Herrschaft Mühlberg übertragen. Im Jahr 1443 kam das Gebiet durch Tausch- und Kaufgeschäfte an den böhmischen Adligen Hinko Birke von der Duba. In der Kaufurkunde wurde vermerkt: „Das Waell zcu Werdenhein sol zcu ewigen Zeiten nicht bebauwet noch betzimmert werden.“
Die „Wahlstedt“ Würdenhain erschien in einem Lehnsbrief letztmals im Jahre 1480.

#### Würdenhain als Mühlberger Amtsgemeinde
Das Herrschaftsgebiet Würdenhain gehörte ab 1520 zum Amt Mühlberg, an das fortan Steuern und Frondienste geleistet werden mussten. In Würdenhain gab es einen Dingestuhl, dem außer dem Dorf auch Haida, Reichenhain und Oschätzchen angehörten. Am Dingetag mussten alle Bauern dieser Dörfer erscheinen und der Dorfrichter nahm nach Entrichtung einer Gebühr Klagen an, um sie dann beim Amt einzurügen.
Im Jahr 1564 war der Würdenhainer Kretzschmann (Schankwirt) Hans Bräunig Wortführer eines Aufruhrs der Bauern von Würdenhain und der Nachbardörfer Haida, Reichenhain und Prieschka gegen den Mühlberger Amtsvogt Fuchs. Sie legten ihre Beschwerden in einem Schriftstück mit der Überschrift „Die 10 Klageartikel der Dorfschaften Werdenhayn und Heide“ nieder und leiteten es über den Amtmann nach Dresden. Da sie aber dem Dienstweg nicht trauten, schickten sie eine zweite Ausfertigung direkt an den Kurfürsten „zu seinen selbstigen Händen“. Sie beschwerten sich unter anderem über die Beeinträchtigung der Fischerei und der Forstnutzungsrechte sowie über geschmälerten Lohn beim Schlossbau in Mühlberg.
Dresden ordnete daraufhin zunächst Nachforschungen nach den „Rehdelsführern“ an, da man das Vorgehen der Bauern als gefährlich und strafwürdig ansah. Hans Breunig, der zunächst verhaftet wurde, und einige andere Bauern wurden später mit Gerichtsbußen belegt.

Amt Mühlberg auf einer 1745 erstellten Karte von Peter Schenk

Während des Dreißigjährigen Krieges erlitt Würdenhain schwere Verwüstungen. Besonders hart traf es das Dorf 1637, als schwedische Truppen des Generals Johan Banér im Januar das nicht weit entfernte Torgau einnahmen und dort bis in den Frühsommer lagerten. Sie durchstreiften das angrenzende Elbe-Elster-Gebiet, plünderten die Orte und setzten sie in Brand. Mehrere Höfe wurden auch in Würdenhain niedergebrannt; noch bis etwa 1700 waren die Spuren des Krieges sichtbar. Neben den Folgen des Krieges litten die Bewohner des Dorfes auch unter der Pest. Besonders schwer traf es den Ort 1680, als etwa 40 der 100 Einwohner der Seuche zum Opfer fielen, die der Bruder des Würdenhainer Pastors aus Dresden mitgebracht haben soll. Die alte Burgstätte wurde als Pestfriedhof genutzt, aber auch im Oppach und im Dorf selbst wurden die Opfer beerdigt.
Etwa um 1700 ließ sich der Besitzer des Freigutes Prieschka, Obrist-Wachtmeister Andreas Gottfried von Kirchbach, in der Kirche zu Würdenhain einen Herrschaftsstuhl einrichten. Zum eigenen Schankgut erwarb er noch das Schankgut Würdenhain. Das Gut Prieschka hatte damals eigene Winzer in Prieschka und Haida. Die Prieschkaer Weinberge befanden sich in Haida. Von Kirchbach wurde 1724 in einer Gruft in der Würdenhainer Kirche beigesetzt.
Der 1756 begonnene Siebenjährige Krieg hatte auch Auswirkungen auf das im preußisch-sächsischen Grenzgebiet liegende Würdenhain. Durchziehende Truppen suchten die Gegend immer wieder heim und die Preußen versuchten mit Zwangsrekrutierungen junge Männer aus den besetzten Gebieten in ihre Armee zu pressen. Im Oktober 1757 rückten fünfhundert Kroaten im Dorf ein. Die Truppen, deren Generalmajor in der Pfarre eingemietet war, blieben drei Tage. Dabei waren sie „überaus bescheiden und zechten nur von ihrem eigenen Geld“.

#### Vom Wiener Kongress bis zum Ende des Zweiten Weltkrieges

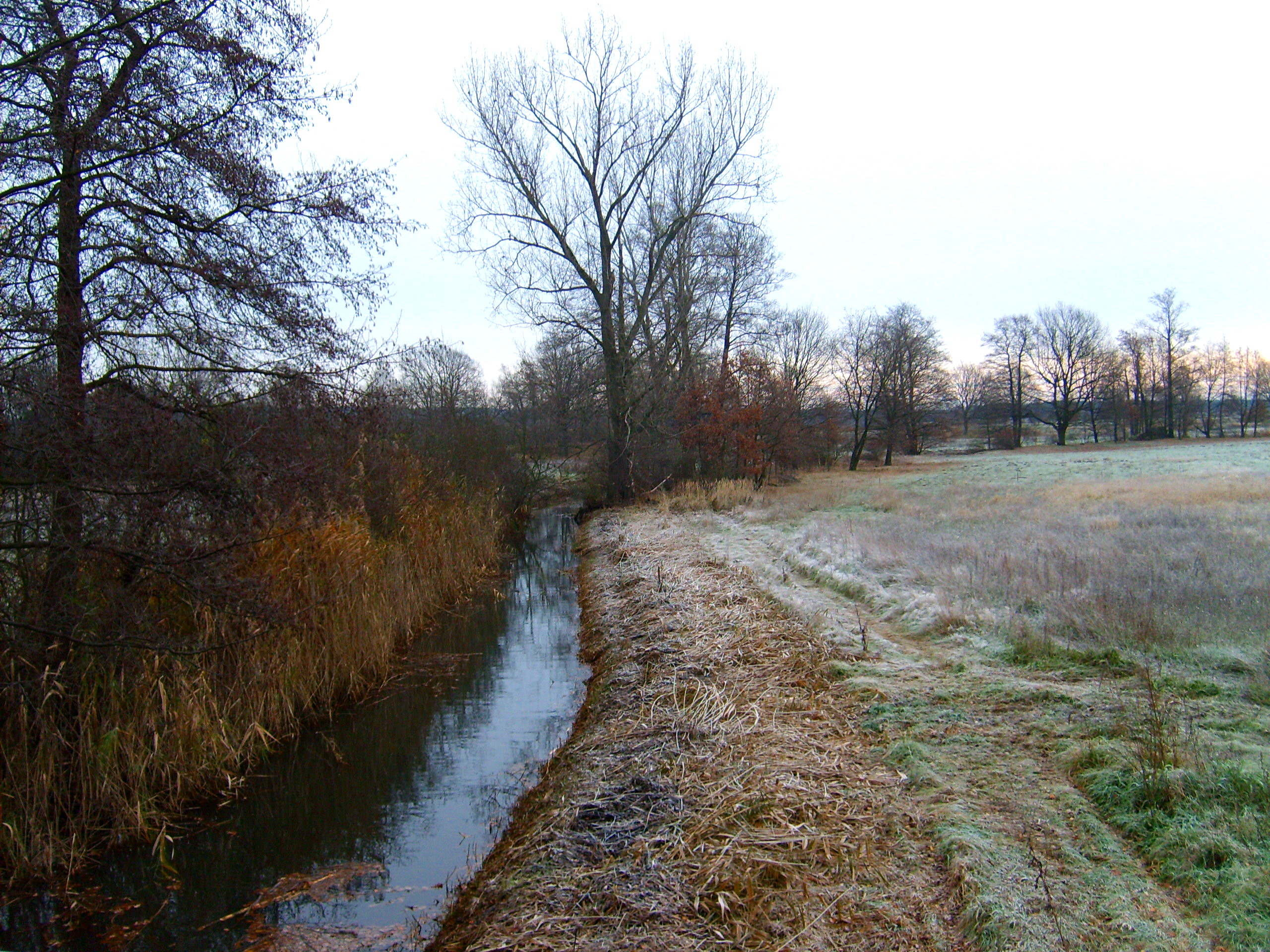
Alte Röder

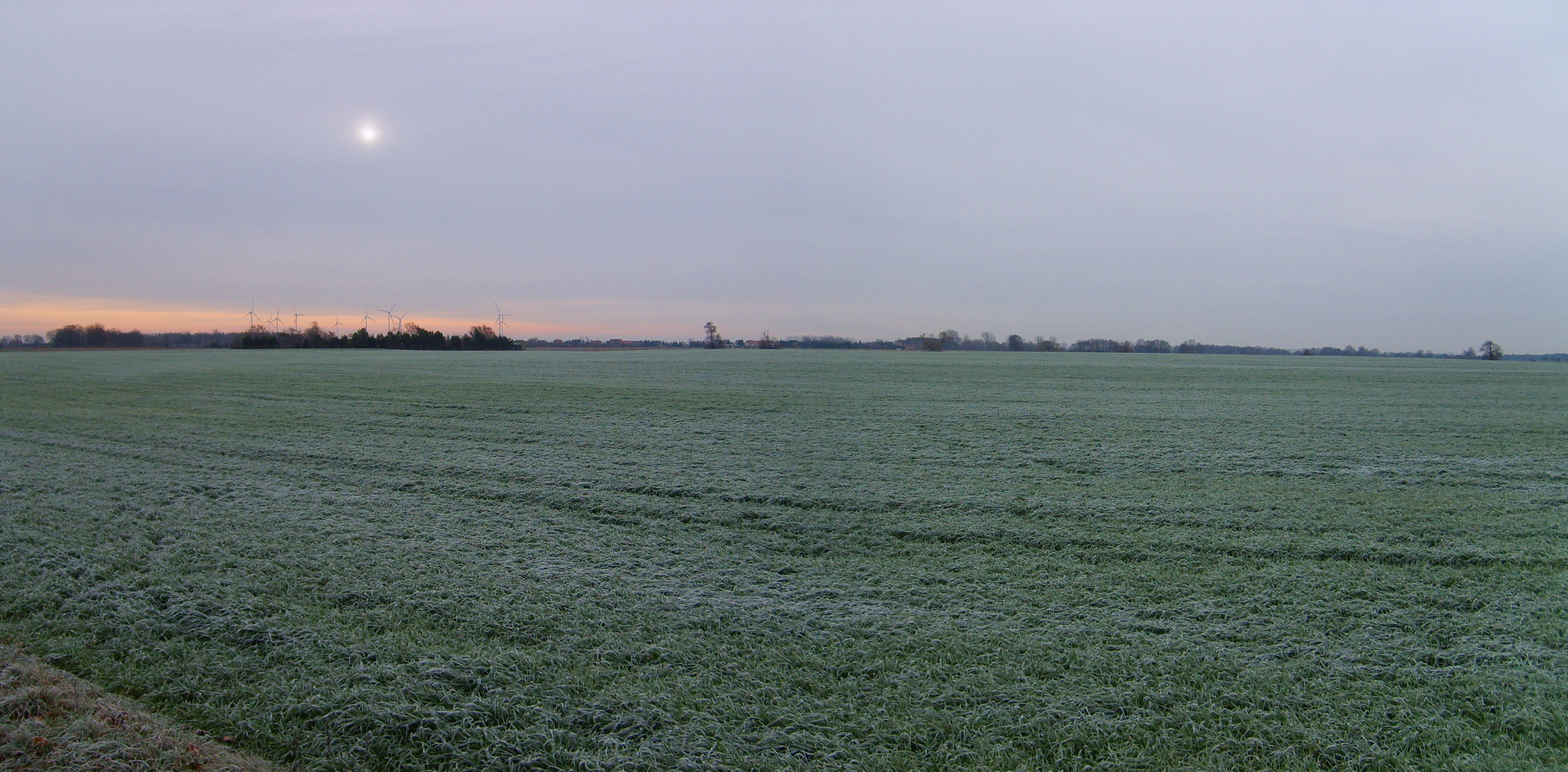
Oppach

Würdenhain auf einer geschichtlichen Karte des Kreises Liebenwerda (1910).

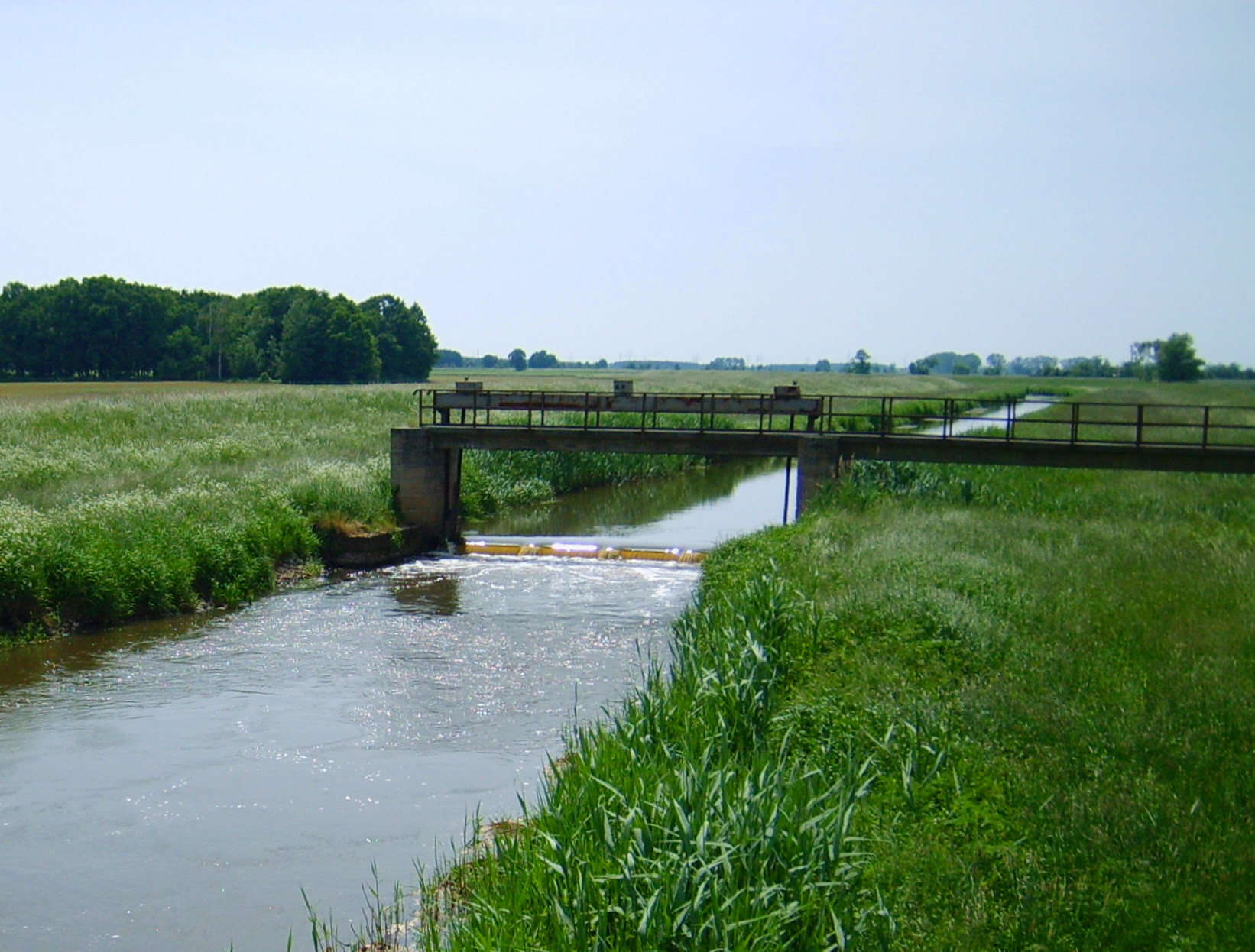
Die Röder kurz vor ihrem Eintritt in die Schwarze Elster

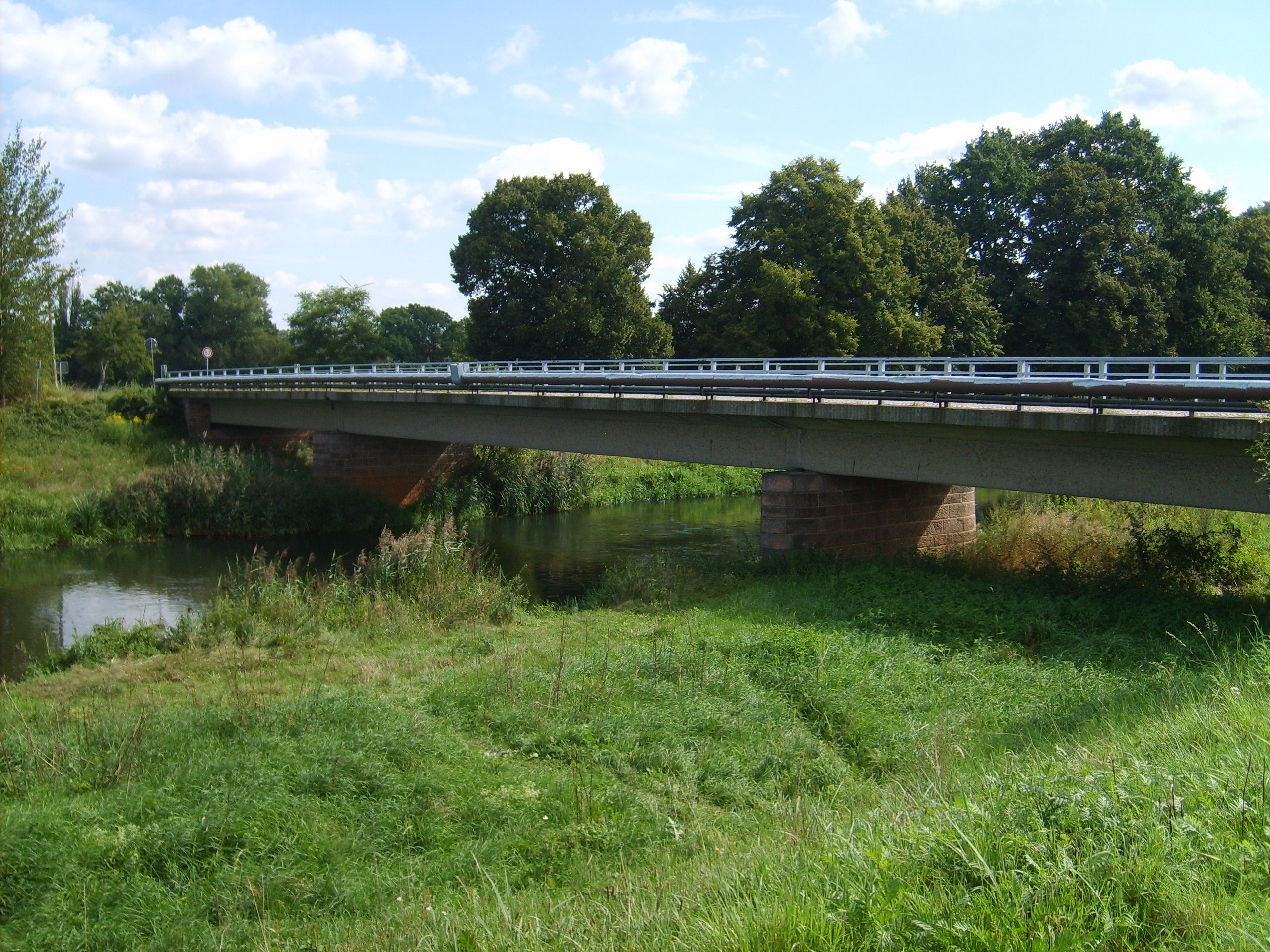
Die von 1958 bis 1959 errichtete Elsterbrücke

Nach den Bestimmungen des Wiener Kongresses 1815 gelangte Würdenhain vom Königreich Sachsen zum Regierungsbezirk Merseburg der preußischen Provinz Sachsen und es entstand 1816 der Kreis Liebenwerda, in dem ein großer Teil des Amtes Mühlberg, das Amt Liebenwerda sowie Teile des Amtes Großenhain aufgingen.
1833 wurde der Oppach zwecks Separation vermessen. Die Rechte der anliegenden Dörfer (mit Ausnahme von Saathain) zur Nutzung dieses Gebietes wie Hutung, Graserei, Fischerei, Entnahme von Raff- und Leseholz, Lehm, Sand oder Kies wurden durch Übertragung großer Flächen abgefunden. Dabei entstanden auch die neuen Gemeindegrenzen, die zum Teil schnurgerade verliefen. Der Oppach ist jetzt nahezu vollständig entwaldet.
Im Jahr 1852 begannen im wenige Kilometer flussabwärts gelegenen Zeischa Bauarbeiten zur Regulierung der Schwarzen Elster. Der Fluss, der bis dahin aus zahlreichen Fließen bestand, erhielt bis 1861 sein heutiges Bett und wurde mit Dämmen eingedeicht. Die Röder, die vorher hinter dem alten Würdenhainer Schenkgut mündete, wurde in das alte Elsterbett geleitet, das als Alte Röder bekannt ist, und mündete am Prieschkaer Gänsewinkel in den neuen Flusslauf der Schwarzen Elster.  Kurz nach der Jahrhundertwende wurde im Zuge von Straßenbauarbeiten von 1906 bis 1907 eine dreibogige Betonbrücke mit zwei Pfeilern über die Schwarze Elster nach Haida errichtet. Vorher konnten die Röder und die Schwarze Elster nur an Furten sowie zu Fuß über Stege passiert werden. Bei Hochwasser verkehrte ein sogenanntes „Schulschiff“, das die Haidaer Kinder zur Würdenhainer Schule übersetzte. Die Regulierung der Röder erfolgte 1916 im Ersten Weltkrieg. Für die Bauarbeiten wurden größtenteils Kriegsgefangene eingesetzt. Der Fluss mündet seitdem wieder unweit des Dorfes in die Schwarze Elster.  Auch nach der Regulierung der Flüsse kam es zu weiteren Hochwassern, so unter anderem in den Jahren 1895, 1923, 1926, 1930 und 1946. Ein Röderdammbruch am 18. Juni 1926 überflutete den gesamten Ort. Das Hochwasser betraf mit Röder, Pulsnitz, Schwarzer Elster und Kleiner Elster nahezu alle Flüsse der Umgebung und verursachte riesige Schäden. Im Überschwemmungsgebiet des damaligen Kreises Bad Liebenwerda wurden zwei Drittel der Ernte vernichtet.  Gegen Ende des Zweiten Weltkrieges wurde die Elsterbrücke am 22. April 1945 zerstört, um den Einmarsch der vorrückenden Truppen der 1. Ukrainischen Front der Roten Armee zu verhindern. In diesen Tagen kam es auch zur Zerstörung der wenige Kilometer flussaufwärts gelegenen Saathainer Brücke und des benachbarten Schlosses. Beim Brand des Saathainer Schlosses, von dem nur die Grundmauern stehen blieben, verbrannte auch das alte Würdenhainer Kirchenbuch mit den Eintragungen von Taufen, Trauungen und Beerdigungen der Jahre 1655 bis 1812. Der 587 Hektar umfassende Grundbesitz des zum Schloss gehörenden Rittergutes wurde später im Rahmen der Bodenreform in der Sowjetischen Besatzungszone aufgeteilt, wobei 78,8 Hektar der auf Würdenhainer Flur liegenden Flächen an einen Neubauern, neunundzwanzig Kleinbauern und vier Arbeiter aufgeteilt wurden.

#### Von der Nachkriegszeit bis zur Gegenwart
In der Folgezeit konnte die Schwarze Elster nur über Holzbrücken überquert werden, wobei ein als Hängebrücke konstruiertes Bauwerk unter der Last eines LKWs zusammenbrach. Die 1950 gebaute Holzbrücke wurde 1959 durch die noch bestehende Betonbrücke ersetzt. Die Bauarbeiten führte der VEB Bau Elsterwerda aus. Für den mit 210.000 DM veranschlagten Bau wurden 50 Tonnen Stahl, 150 Tonnen Zement und 500 Kubikmeter Kies verarbeitet. Später wurde diese Brücke auch von Militärfahrzeugen benutzt, die zum Truppenübungsplatz Bad Liebenwerda nördlich von Haida fuhren. Dafür wurde eine Panzerstraße gebaut, die nördlich an Würdenhain vorbeiführte. Von 1971 bis 1972 wurden die Dämme der Röder nach außen gerückt, verbreitert und erhöht.
Kurz nachdem Würdenhain am 1. April 1974 in die benachbarte Gemeinde Haida eingemeindet worden war, wurde die Dorfstraße ausgebaut. Nach der politischen Wende kam es am 15. Januar 1992 zunächst zur Bildung des Amtes Röderland, das aus den Gemeinden Haida mit dem Ortsteil Würdenhain und den umliegenden Dörfern Prösen, Reichenhain, Saathain, Stolzenhain und Wainsdorf bestand. Am 26. Oktober 2003 folgte im Zuge der Gemeindegebietsreform im Land Brandenburg der Zusammenschluss der amtsangehörigen Dörfer zur amtsfreien Gemeinde Röderland.
Würdenhain gehörte bis zur Kreisgebietsreform in Brandenburg im Jahre 1993 zum Landkreis Bad Liebenwerda, der am 6. Dezember 1993 mit den Landkreisen Herzberg und Finsterwalde in den Landkreis Elbe-Elster einging.
Im Sommer 2009 wurde eine über die Mündung der Großen Röder führende Brücke auf Grund akuter Einsturzgefahr abgerissen. Das 1918 errichtete Bauwerk war für den an der Schwarzen Elster entlangführenden Radweg und damit auch für die touristische Anbindung Würdenhains sehr wichtig, da es die kürzeste Verbindung zum benachbarten Saathain darstellte. Eine Ersatzlösung wurde bisher nicht gefunden; die Radtouristen werden nördlich über Haida umgeleitet.

### Bevölkerungsentwicklung
Obwohl es in Würdenhain bereits frühzeitig einen Herrschaftssitz gab, ist es eines der kleinsten Dörfer im Landkreis Elbe-Elster. Um 1550 gab es 17 Bauerngüter und etwa 100 Einwohner. Auch 1835 waren es mit 174 Einwohnern sowie 28 Wohnhäusern, 19 Pferden, 157 Stück Rindvieh, 6 Ziegen und 17 Schweinen nur wenig mehr. 1946 stieg die Einwohnerzahl nach dem Zweiten Weltkrieg durch den Zuzug von Vertriebenen auf 237. Bis 2009 sank die Zahl mit 122 auf nahezu die Hälfte davon.
| 1875 | 143 | 1933 | 157 | 1964 | 171 |
| 1890 | 143 | 1939 | 168 | 1971 | 158 |
| 1910 | 150 | 1946 | 237 | 2006 | 140 |
| 1925 | 168 | 1950 | 239 | 2009 | 122 |

## Politik

### Ortsteilvertretung
Seit dem Zusammenschluss von Würdenhain mit den umliegenden Dörfern Haida, Prösen, Reichenhain, Saathain, Stolzenhain und Wainsdorf am 26. Oktober 2003 ist der Ort ein Ortsteil der Gemeinde Röderland. Vertreten wird Würdenhain nach der Hauptsatzung der Gemeinde durch den Ortsvorsteher und einen dreiköpfigen Ortsbeirat.
Ortsvorsteher in Würdenhain ist gegenwärtig Frank Heelemann.

### Wappen und Siegel

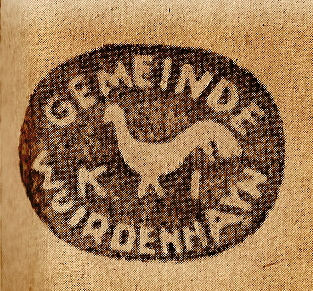
Dorfsiegel von 1815/16

Beschreibung des ehemaligen Wappens von Würdenhain: Unter goldenem Schildhaupt mit dem Namen „Würdenhain“ in schwarzer Frakturschrift in Silber auf einem grünen Grasstreifen ein rotbewehrter grauer Hahn. In einem ersten ovalen Dorfsiegel aus dem Jahre 1810 war der Hahn nach links gewendet. Nachdem der Ort nach dem Wiener Kongress zum 1816 neu entstandenen preußischen Kreis Liebenwerda gekommen war, erschien ein Dorfsiegel mit einem nach rechts gewendeten Hahn. Die Buchstaben KL standen für den Kreis Liebenwerda. Die Umschrift des Siegels lautete: „GEMEINDE WUIRDENHAYN“. Ein Hahn befand sich auch auf einer 1825 für fünf Taler in Haida gefertigten Windfahne auf dem 1972 durch einen Sturm zerstörten Turm der Würdenhainer Kirche.
Der heutige Ortsteil Würdenhain führt laut Satzung der Gemeinde Röderland kein eigenes Wappen.

## Kultur und Sehenswürdigkeiten

### Freizeit und Tourismus

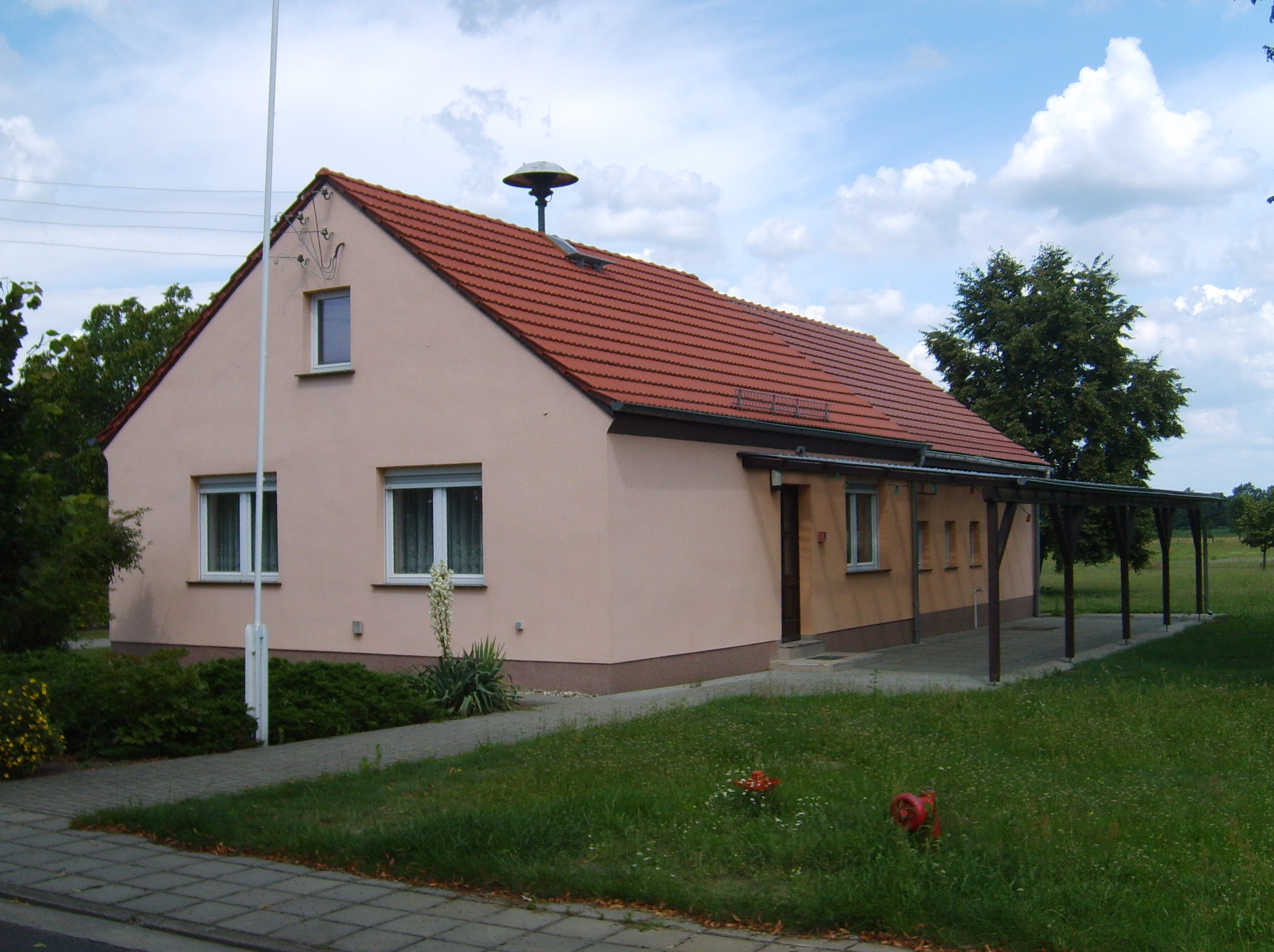
Das Würdenhainer Gemeindehaus

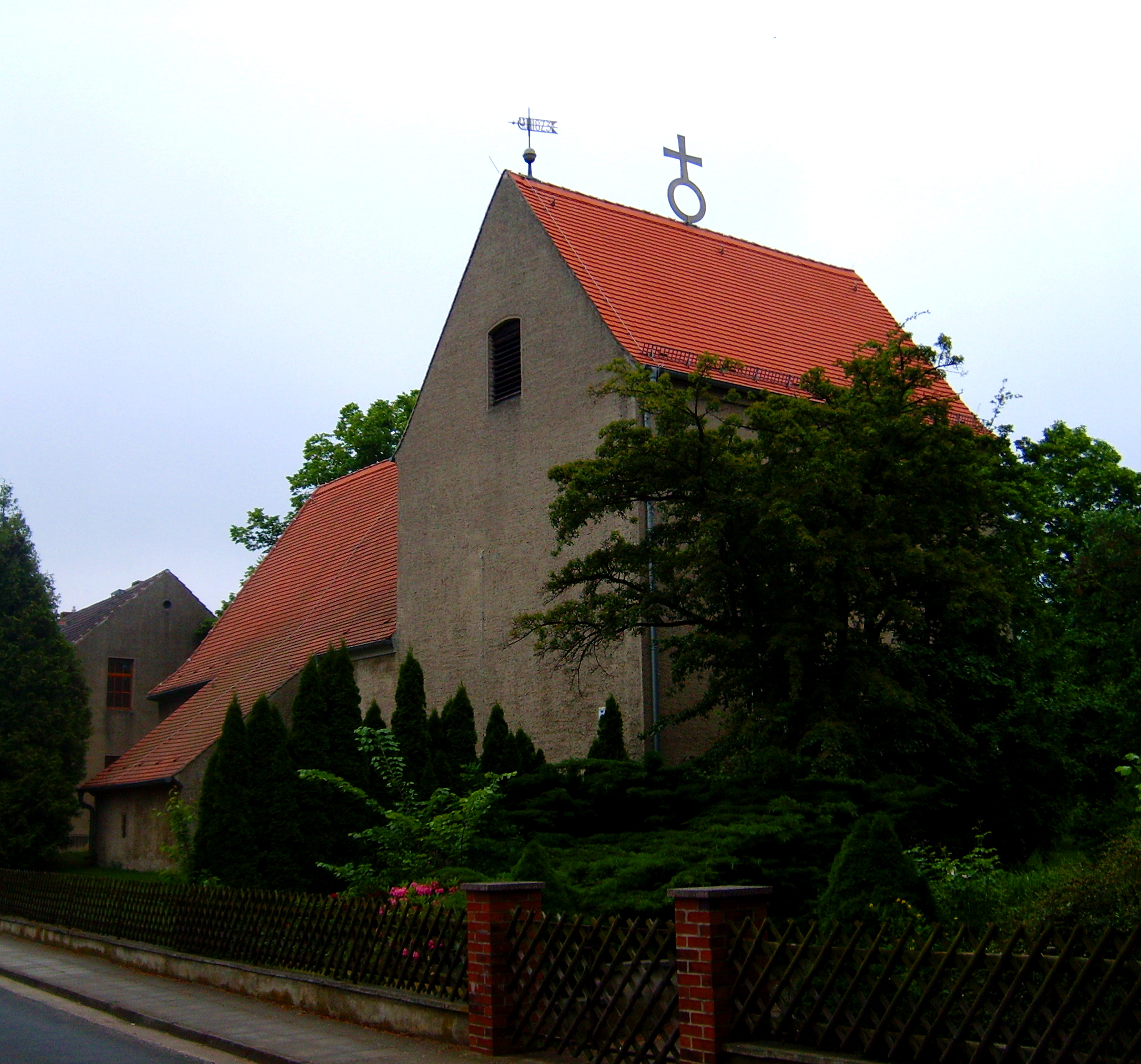
Dorfkirche

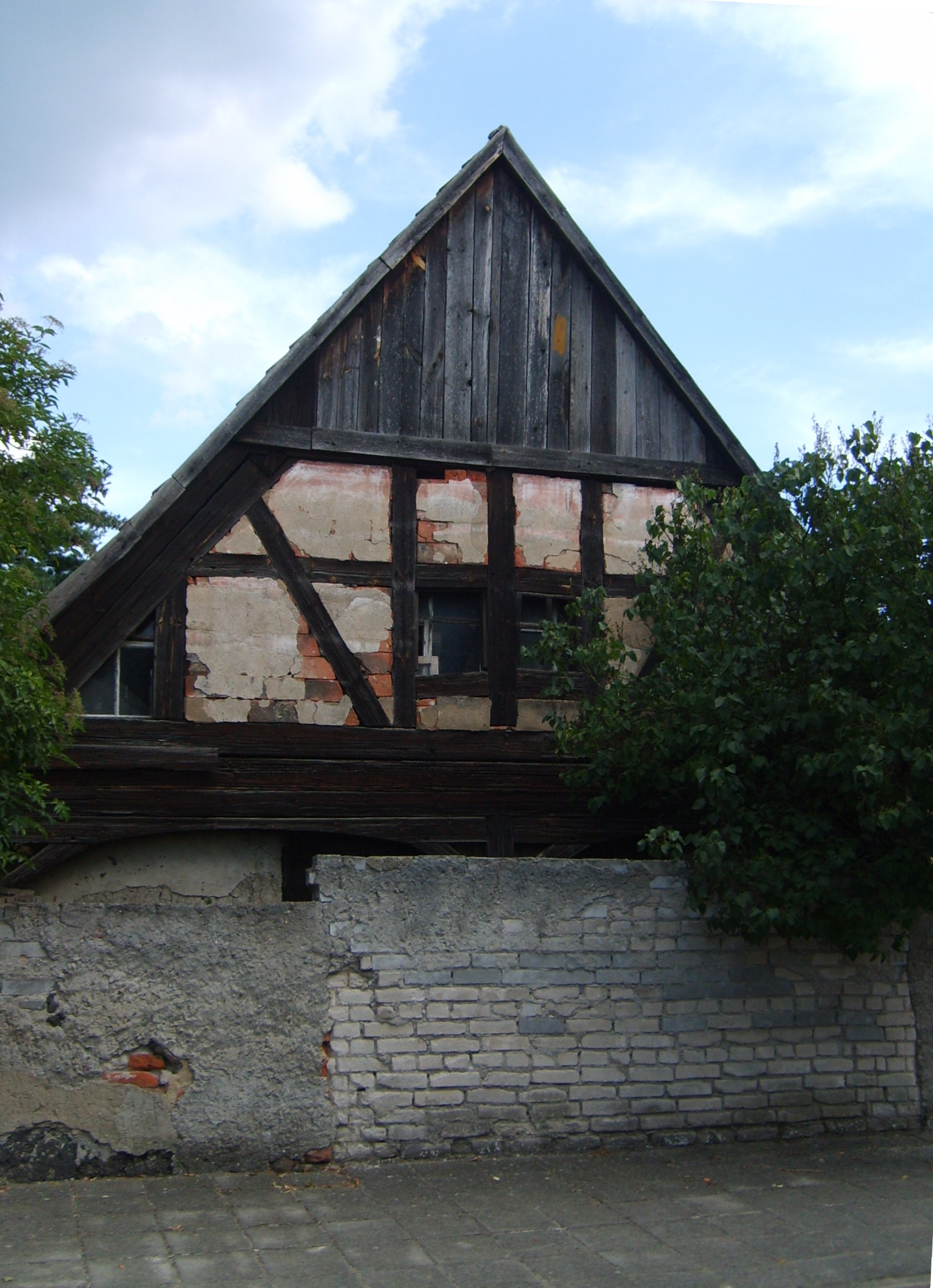
Umgebindehaus aus dem 18. Jahrhundert

In der Würdenhainer Dorfstraße befindet sich in der Nähe des Friedhofs das Gemeindehaus. Es wurde 1964 als Gemeindeamt mit Nutzungsmöglichkeiten für die Landwirtschaftliche Produktionsgenossenschaft im Nationalen Aufbauwerk (NAW) errichtet. Das vorherige Gemeindeamt befand sich im Auszugshaus des einstigen Hofes Kühn im Zentrum des Dorfes. Nach der Eingemeindung Würdenhains nach Haida im Jahre 1974 wurde im Gemeindehaus eine Poststelle eingerichtet. Nach der deutschen Wiedervereinigung hatte es längere Zeit keine Funktion, bis es 1995 durch freiwillige unbezahlte Arbeit der Freiwilligen Feuerwehr Würdenhain und der Frauengruppe umgebaut wurde und für verschiedene Veranstaltungen genutzt wird. Mitprägend für das kulturelle Leben sind der Dorfverein Würdenhain sowie die Freiwillige Feuerwehr des Dorfes. Einige hundert Meter flussaufwärts der Mündung in die Schwarze Elster befindet sich linksseitig der Großen Röder das Vereinsgelände des Haidaer Angelsportvereins Hecht 90 e. V., auf dem sich neben einem Vereinsheim auch ein 0,37 Hektar großer Angelteich befindet.
Ein Reiterhof gehört zum Dorf und im benachbarten Haida befindet sich mit dem neu erschaffenen Bürgerhaus, ein weiteres Gebäude, das bei gesellschaftlichen und sportlichen Anlässen genutzt werden kann. Sportplätze gibt es in Haida und in den Nachbarorten.
Mehrere befestigte Radwege entlang der Schwarzen Elster verbinden Würdenhain mit den Sehenswürdigkeiten des Umlandes, dem Naturpark Niederlausitzer Heidelandschaft und der etwa acht Kilometer östlich gelegenen Niederung des Schradens. Mit der Tour Brandenburg führt der mit 1111 Kilometern längste Radfernweg Deutschlands am Dorf vorbei. Weitere Radrouten sind der Fürst-Pückler-Radweg, der unter dem Motto 500 Kilometer durch die Zeit in die Projektliste der Internationalen Bauausstellung Fürst-Pückler-Land aufgenommen wurde und der 108 Kilometer lange Schwarze-Elster-Radweg.

### Bauwerke und Denkmäler
Das älteste Gebäude ist die Würdenhainer Dorfkirche, die im Mittelalter der Heiligen Katharina geweiht wurde. Sie ist etwa um 1450 aus den Steinen des zerstörten Schlosses entstanden. Dies geht aus der Beschwerdeschrift der Bauern von 1564 und aus einer Mühlberger Amtsrechnung mit einer Würdenhainer Kirchenrechnung von 1570 hervor. Zum Bau des Kirchturms, der 1577 vollendet war, wurden Steine herbeigeschafft, so für 36 Groschen Backsteine aus Glaubitz bei Riesa im Jahre 1570. Achtundzwanzig Groschen erhielten die Bauern der vier Dörfer für „Steine uffn Wahl aus der Erde schieben“ und als Trinkgeld „von der Steinen vom Wahl uffn Kirchhof fahren“. Im Jahre 1680 diente die alte Burgstätte als Pestfriedhof. Der Kirchturm wurde im Herbst 1972 durch einen Sturm stark beschädigt. Deshalb wurde das Turmoberteil mit der Turmzwiebel vom 9. bis 10. Dezember 1972 abgerissen.
In der Dorfstraße steht ein Wohnstallhaus aus dem 18. Jahrhundert mit Giebelgebinde unter Denkmalschutz. Das einzige erhaltene Umgebindehaus im Landkreis Elbe-Elster ist das älteste Bauernhaus des Dorfes und seit 2009 im Besitz der Gemeinde Röderland. Der Würdenhainer Bauer Jost soll es um 1780 nach einem Brand auf seinem Hof errichtet haben. Der Sage nach träumte er bei der nächtlichen Hirsewache vom Brand und eilte nach Hause um Frau und Kind zu retten. Der einstige Ortschronist Rudolf Matthies berichtete, Jost habe aus Dankbarkeit die nicht mehr erkennbaren Worte „Ein Traum steht auch in Gottes Hand, sonst wären mir Weib und Kind verbrannt“ in die Giebelbalken des Hauses hauen lassen.
Unweit der Würdenhainer Dorfkirche befindet sich ein Kriegerdenkmal in Form einer Stele zu Ehren der in den beiden Weltkriegen gefallenen Dorfbewohner. Das Gebäude der einstigen Dorfschule befindet sich ebenfalls in unmittelbarer Nähe der Kirche.

### Sagen

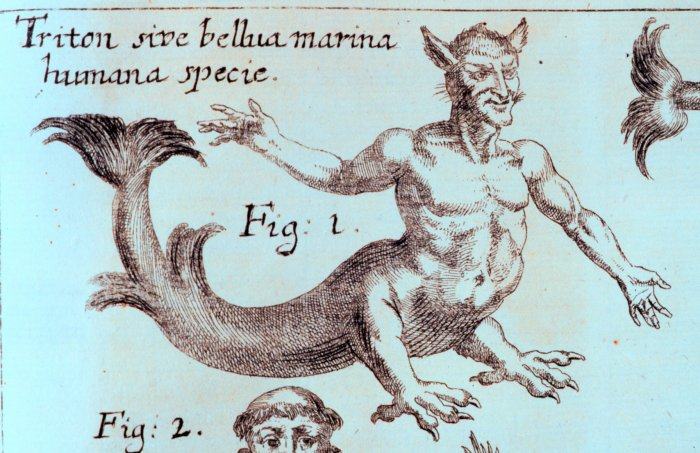
Darstellung eines Wassermanns aus dem Jahr 1696

Die Niederung der Schwarzen Elster ist sehr sagenreich. Der Fluss, der einst mit zahlreichen gewundenen Fließen durch das Tal floss, so dass die Region dem Spreewald ähnelte, bot der Phantasie der Menschen reichlich Stoff. Wassermänner, Nixen, Kobolde und Irrlichter tummelten sich dort.
Sagenumwoben ist immer noch das einstige Würdenhainer Schloss, das bereits im 15. Jahrhundert auf Befehl des sächsischen Kurfürsten zerstört wurde. Die Sage Der Nix von Würdenhain berichtet von einem Nix, der nahe der wüsten Schlossstätte im Schilf gehaust haben soll. Ängstliche Eltern warnten ihre Kinder in früheren Zeiten davor, der Stätte zu nahe zu treten, damit sie vom Nix nicht ins Wasser gezogen wurden. Weitere Sagen handeln von unterirdischen Gängen, durch die die Würdenhainer Dorfkirche mit den Schlössern in Saathain und Elsterwerda verbunden sein soll.

## Wirtschaft und Infrastruktur

### Wirtschaft und Verkehr

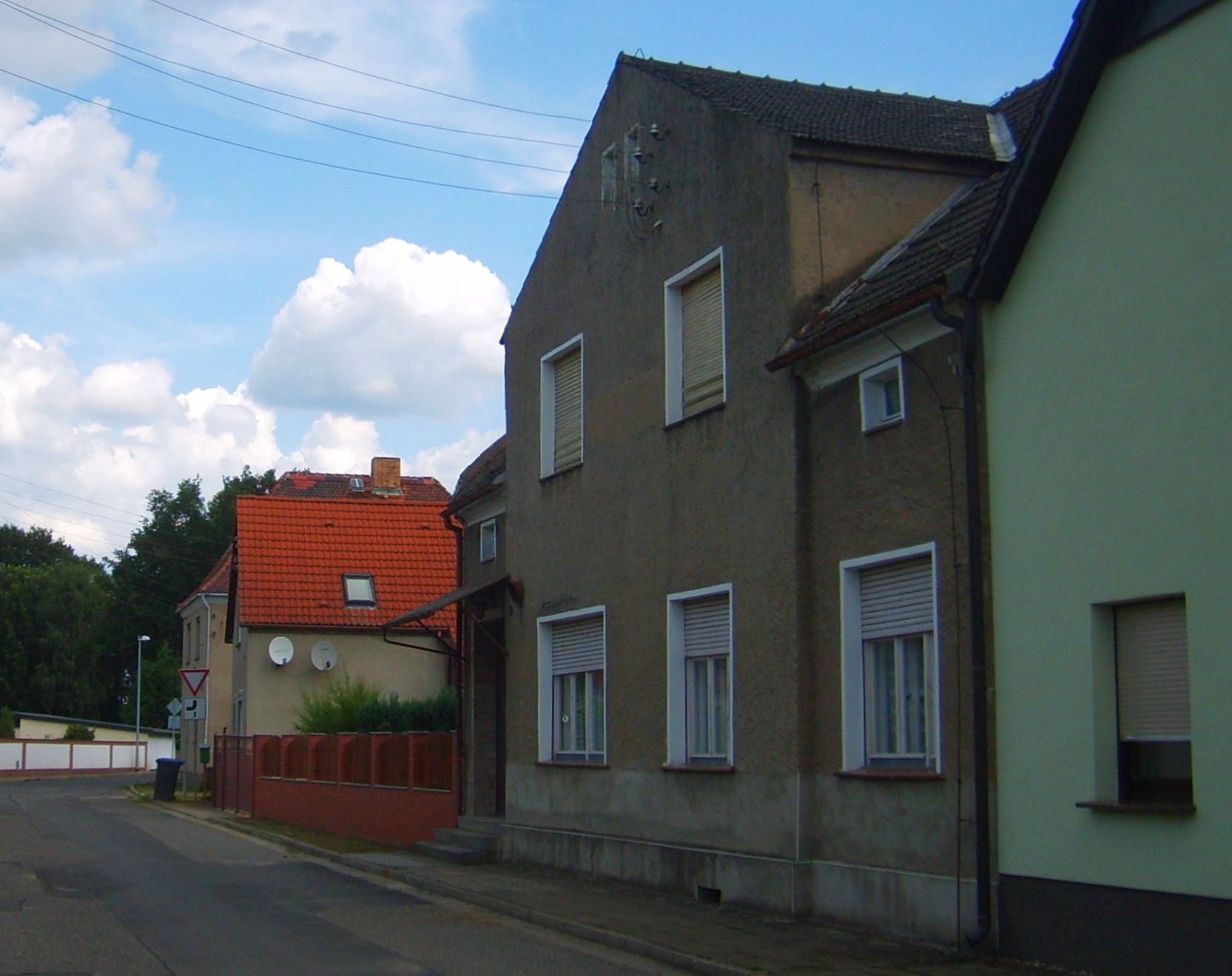
Einstige Dorfschenke

Erwerbsquellen für die Würdenhainer waren von jeher die Landwirtschaft und der Fischfang in den Flüssen, der allerdings mit deren Verunreinigung durch die am Ende des 19. Jahrhunderts entstandenen Betriebe, wie das Zellstoffwerk in Gröditz, ein jähes Ende fand. Mit der Industrialisierung fanden viele Würdenhainer außerhalb des Ortes Arbeit.
Die einstige Dorfschenke und ein seit 1935 bestehender kleiner Dorfladen am Abzweig Reichenhain/Prieschka schlossen nach der Wende. Das dem Dorf am nächsten gelegene Gewerbegebiet mit einer Größe von 27 Hektar befindet sich im benachbarten Haida. Schwerpunkt ist die Kies- und Sandgewinnung. Weitere Gewerbegebiete sind in Elsterwerda und im ebenfalls zur Gemeinde Röderland gehörenden Prösen zu finden.
Der Ort ist durch Verbindungsstraßen mit den Landesstraßen 59 bei Reichenhain und 593 in Prieschka verbunden und durch Busverbindungen an den öffentlichen Nahverkehr angeschlossen. Die nächstgelegenen Bahnhöfe befinden sich in Elsterwerda (Bahnstrecken Berlin–Dresden und Riesa–Elsterwerda) sowie in Biehla (Bahnstrecke Węgliniec–Falkenberg/Elster).

### Bildung

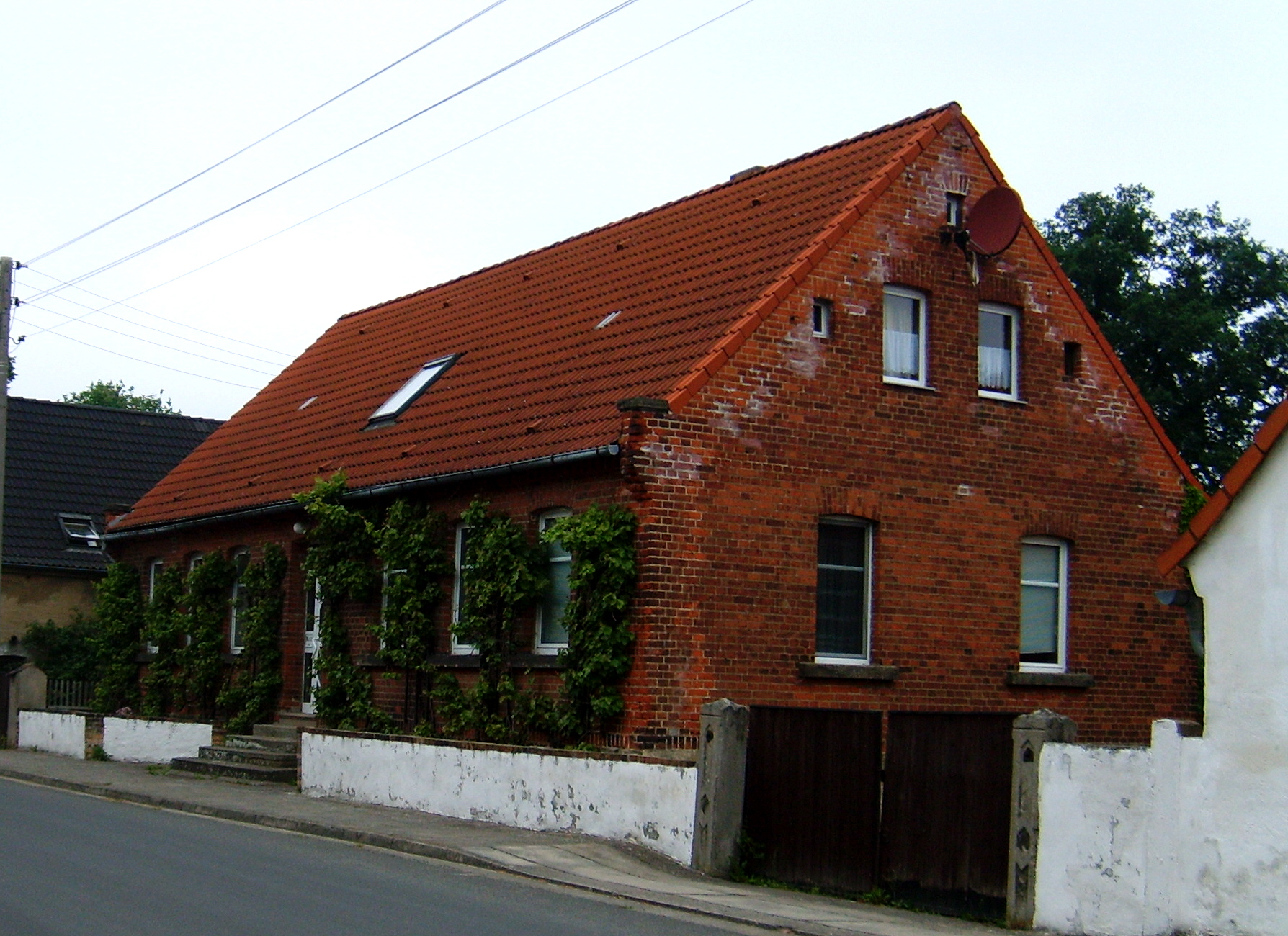
Die alte Schule von Würdenhain

Der rote Backsteinbau der alten Würdenhainer Schule stammt aus dem Jahr 1871. Zuvor befand sich an dieser Stelle gegenüber der Würdenhainer Kirche ein mit Stroh gedecktes Schulgebäude, dessen Giebel zur Straße ausgerichtet war.
Begünstigt durch die Reformation war erstmals im 16. Jahrhundert die Rede von einer Schule in Würdenhain. Um 1590 wurden die Kinder vom Schneider Martinus Thiemig im Katechismus und ein wenig im Lesen, Schreiben und Rechnen unterrichtet. Die Schule wurde zunächst von den Kindern des gesamten Kirchspiels besucht, das neben Würdenhain auch die Dörfer Reichenhain, Oschätzchen, Prieschka und Haida umfasste. Im Lauf der Zeit beschäftigten die Ortschaften eigene Lehrer und errichteten Schulen. Zunächst wurde 1675 in Oschätzchen ein eigener Kinderlehrer eingestellt, 1829 folgte Reichenhain und 1898 Prieschka. Zuletzt baute Haida 1912 ein eigenes Schulhaus, bildete allerdings mit Würdenhain einen gemeinsamen Schulverband, der zunächst auch noch zu DDR-Zeiten als Schulkombinat Bestand hatte. Das Schulkombinat wurde später aufgelöst und die Kinder in die Polytechnische Oberschule in Elsterwerda-Biehla eingeschult, die bis zur Wende bestand und dann in eine Realschule umgewandelt wurde.
Die Schüler des Ortsteils werden gegenwärtig in die Grundschule Prösen eingeschult, die den Status einer Verlässlichen Halbtagesschule besitzt und deren Träger die Gemeinde Röderland ist. In Prösen befindet sich eine Oberschule in privater Trägerschaft. In der wenige Kilometer östlich gelegenen Stadt Elsterwerda gibt es eine Oberschule, ein Gymnasium sowie weitere Bildungseinrichtungen.
Die nächsten Kindertagesstätten sind in den benachbarten Ortsteilen Haida und Saathain zu finden. Bibliotheken befinden sich in Prösen, Elsterwerda und Bad Liebenwerda.

### Medien
Monatlich erscheinen in Würdenhain der Gemeindeanzeiger sowie das Amtsblatt für die Gemeinde Röderland. Der Kreisanzeiger des Landkreises Elbe-Elster erscheint nach Bedarf.
Als regionale Tageszeitung erscheint im Elbe-Elster-Kreis die zur Lausitzer Rundschau gehörende Elbe-Elster-Rundschau mit einer Auflage von etwa 99.000 Exemplaren. Die kostenlosen Anzeigenblätter Wochenkurier und SonntagsWochenBlatt kommen wöchentlich heraus.

## Persönlichkeiten
Würdenhain ist eng mit dem Ortschronisten Rudolf Matthies (* 1909; † 1996) verbunden, der dort bis zu seinem Tod lebte. Der Heimatforscher war seit 1939 Lehrer an der Würdenhainer Dorfschule und seit 1961 Leiter der Schule Haida-Würdenhain. Im Jahr 1953 verfasste er die Geschichte des Dorfes Würdenhain. In seiner Freizeit widmete sich Matthies, der unter anderem auch Mitarbeiter des Museums für Ur- und Frühgeschichte Potsdam war, der Heimatforschung des Altkreises Bad Liebenwerda und verfasste zahlreiche Artikel. Außerdem sammelte er regionale Sagen, die im Heimatkalender für den Kreis Bad Liebenwerda veröffentlicht wurden.